# Port Lligat

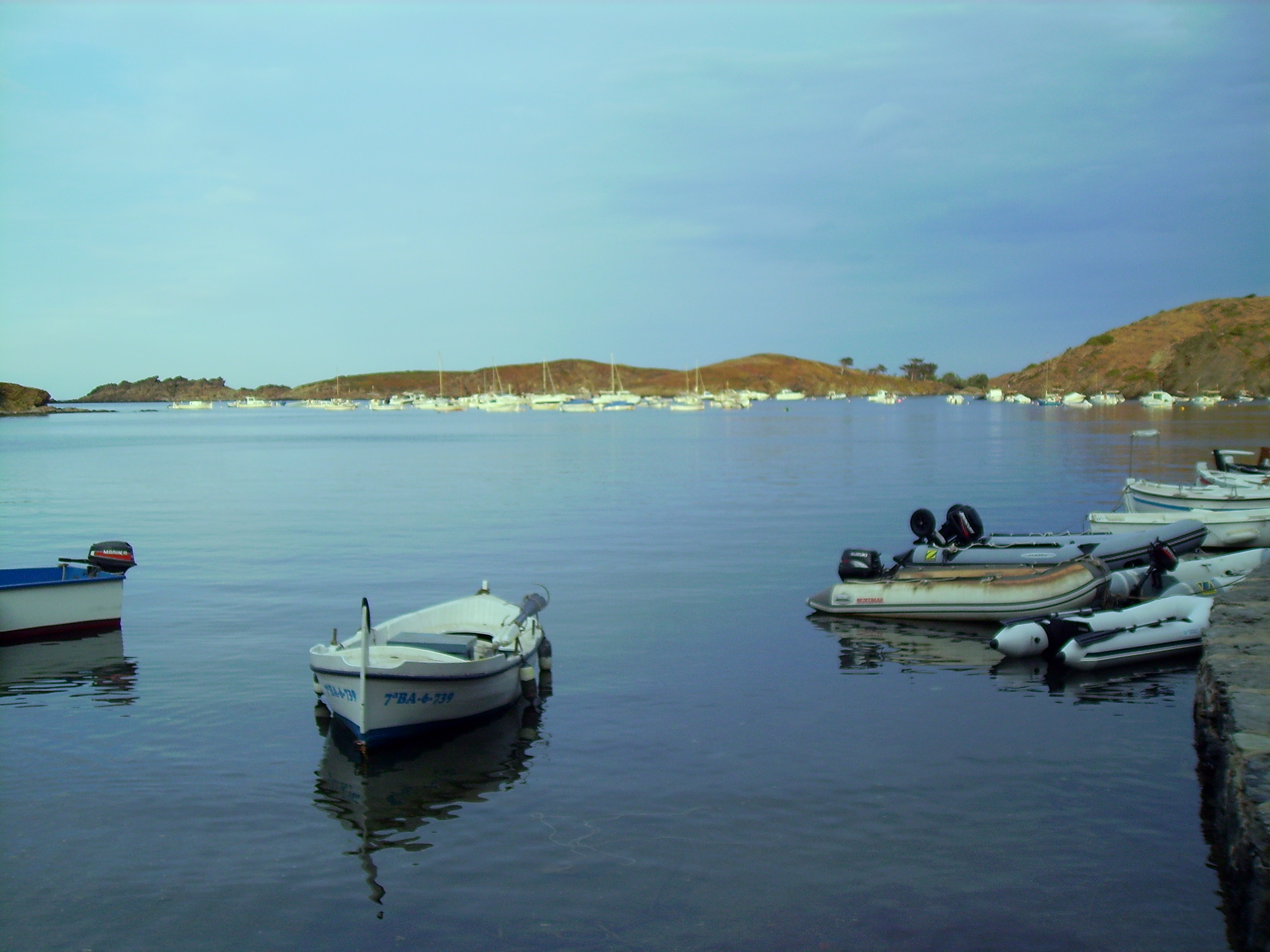
Vedere a localităţii Port Lligat

Port Lligat sau Portlligat este un sat situat într-un mic golf al peninsulei Cap de Creus, pe Costa Brava a Mării Mediterane, în apropiere de orașul Cadaqués din comarca Alt Empordà, provincia Girona, Catalonia, Spania. Insula Port Lligat (sau Insula Portlligat) se află la intrarea în golf, fiind despărțită de litoral printr-un canal de 30 metri lățime. 
Salvador Dalí a trăit în Port Lligat, iar casa sa a fost transformată în Casa Museo Salvador Dalí. Atât golful cât și insula au fost reprezentate în diferite tablouri ale lui Dalí, printre care „Madona din Port Lligat” și „Cina cea de Taină”.